# Molochrus viridicollis
Molochrus viridicollis là một loài bọ cánh cứng trong họ Cerambycidae.